# Trinity College of Arts and Sciences

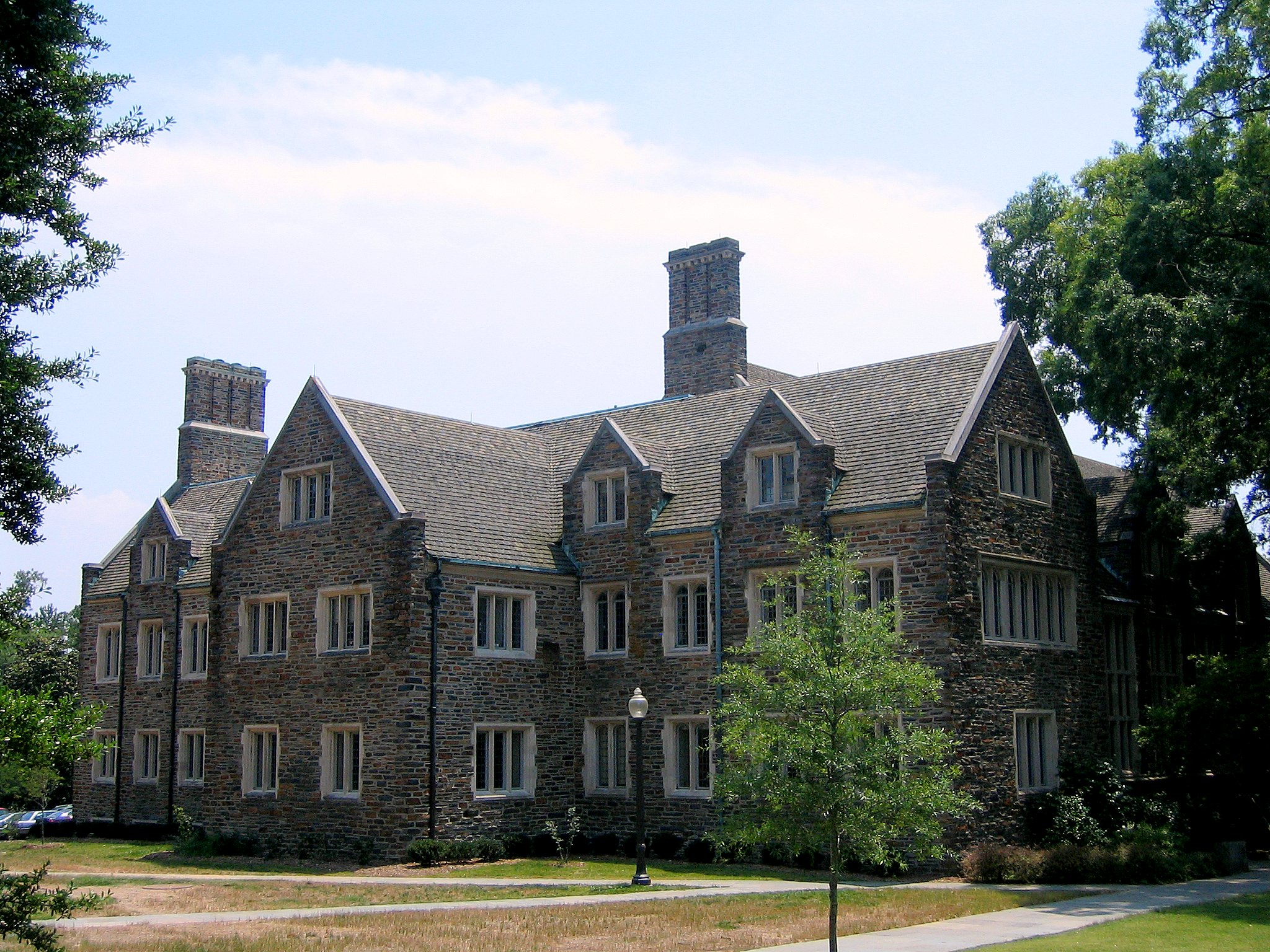
Ansicht des „Social Sciences Building“ an der Duke University

Das Trinity College of Arts and Sciences ist eine der beiden Abteilungen der Duke University in Durham, North Carolina, welche das Studienangebot der Duke im Bereich der undergraduate studies bereitstellen. Die andere Abteilung ist die Edmund T. Pratt School of Engineering.
Unter dem Dach des Trinity College of Arts and Sciences sind die Studien- und Forschungsprogramme aus dem Bereich der Human-, Geistes-, Sozial- und Naturwissenschaften angesiedelt, wohingegen unter dem Dach der Edmund T. Pratt Jr. School of Engineering die Bereiche Biomedizin, Materialwissenschaft, Umwelttechnik, Maschinenbau, Elektro- und Computertechnik sowie Informatik angesiedelt sind. Aktuell (April 2011) lehren am Trinity College of Arts and Sciences 635 Dozenten in 36 Fachrichtungen und Studienprogrammen, die etwa 6.500 eingeschriebenen Studenten können zwischen etwa 40 angebotenen Fächern und 20 interdisziplinären Studienprogrammen wählen.
Trinity College war der ursprüngliche Name der Duke University vor ihrer Umbenennung im Jahr 1924. Mit der Gründung der Duke University wurde das Trinity College zum „undergraduate college for men“ umgewidmet, seine heutige Stellung innerhalb der Universität und seinen bis heute gültigen Namen erhielt das College im Jahr 1972, als das Trinity College und das 1930 gegründete Woman’s College zusammengelegt wurden und hierdurch an der Duke University die Koedukation eingeführt wurde.